# 长青地区
长青地区，是中华人民共和国天津市津南区下辖的一个类似乡级单位。

## 行政区划
长青地区下辖以下地区：
长青社区、长青科工贸园区社区和长青科技园区社区。